# Le Pré où je suis mort
Le Pré où je suis mort (The Field Where I Died) est le 5e épisode de la saison 4 de la série télévisée X-Files. Dans cet épisode, Mulder et Scully enquêtent sur une secte dont l'une des membres se révèle liée à Mulder par le biais d'une vie antérieure.

## Résumé
À Apison, Tennessee, une dénonciation anonyme de possession d'armes et de maltraitances, venant d'un certain Sidney, attire l'attention des fédéraux sur la secte du « Temple des sept étoiles ». Le FBI et l'ATF lancent un raid sur le ranch où la secte est établie mais le leader de celle-ci, Vernon Ephesian, reste introuvable. Mulder et Scully participent au raid. Mulder fait l'expérience d'une sensation de déjà-vu et trouve une trappe alors qu'il est dans un pré. À l'intérieur de la cache, Mulder et Scully trouvent Ephesian et six de ses « épouses » qui s'apprêtent à se suicider. Ils arrêtent Ephesian mais Mulder se sent étrangement connecté à Melissa, l'une des six femmes. Skinner les prévient qu'ils devront relâcher Ephesian dans 24 heures s'ils ne trouvent pas avant la cache d'armes. Ils essaient alors de trouver qui est leur informateur anonyme.

## Distribution
- David Duchovny : Fox Mulder
- Gillian Anderson : Dana Scully
- Mitch Pileggi : Walter Skinner
- Kristen Cloke : Melissa Rydell Ephesian
- Michael Massee : Vernon Ephesian

## Accueil

### Audiences
Lors de sa première diffusion aux États-Unis, l'épisode réalise un score de 12,3 sur l'échelle de Nielsen, avec 18 % de parts de marché, et est regardé par 19,85 millions de téléspectateurs.

### Critique
L'épisode obtient des critiques globalement favorables. Le site Le Monde des Avengers lui donne la note de 4/4. Sarah Stegall, du site Munchkyn Zone, lui donne la note de 5/5. Paula Vitaris, de Cinefantastique, lui donne la note de 3,5/4. Zack Handlen, du site The A.V. Club, lui donne la note de B+. Dans leur livre sur la série, Robert Shearman et Lars Pearson lui donnent la note de 3,5/5. John Keegan, du site Critical Myth, lui donne la note de 7/10.
Le magazine Entertainment Weekly, lui donne la note de F.